# Scent of memory
《scent of memory》是日本樂隊SEKAI NO OWARI的第六張原創專輯，原訂於2021年7月7日由環球音樂旗下的維京唱片發行，其後因製作延誤而延至同月21日發行。專輯主要於2019冠狀病毒病疫情肆虐期間製作，並在創作概念及製作模式上受到疫情的影響。專輯主要由樂隊負責製作，而Yaffle、蔦谷好位置和埃米莉·萊特亦分別與樂隊聯合製作部分收錄曲。
專輯是一張極其流行的作品，當中亦包括歌謡曲、福音、夢幻流行，以及電子舞曲等不同曲風。專輯所有歌曲均以「香氣」作為概念，為樂隊的第一張概念專輯。鑑於疫情帶來的影響，樂團決定製作一張感覺比較積極樂觀的專輯，而大多數歌曲亦帶有黎明的感覺。樂隊亦選擇在這張專輯更集中在「歌唱」上，有別於在過往作品的做法。
《scent of memory》一共收錄了四首單曲，包括樂隊第一首突破1億次串流播放量的〈silent〉。專輯在發行前後獲得音樂評論家整體正面的評價，包括讚賞作品進一步解放了成員們的創造力，以及獲得新鮮而優美的聲響。專輯發行後空降Oricon公信榜以及日本《告示牌》熱門專輯榜第3位，實體唱片累積銷量超過6.1萬張。
樂隊在專輯發行前後登上《THE MUSIC DAY》、《音樂之日》與《CDTV LIVE LIVE》等多個電視節目表演，並登上同期發行的雜誌《7 Pia》、《Tower Plus+》與《Rockin' On Japan》封面宣傳。樂隊亦原訂在專輯發行期間舉辦名為的「THE SECRET HOUSE」神秘展覽，但其後因為疫情影響而延期至翌年4月至5月舉辦。

## 背景
2019年2月，SEKAI NO OWARI同時發行與前作《Tree》相隔超過四年的兩張原創專輯《Eye》和《Lip》，使他們首次同時佔據Oricon公信榜的專輯週榜冠亞軍位置。樂隊隨即於同年展開為期七個月的2019年演唱會「The Colors」，演出場次遍及日本國內城市以及北京市、上海市、台北市與首爾特別市等亞洲多個地方。演唱會最終在2019年10月圓滿結束，總動員人數超過29萬，創下他們演唱會的最大規模。
2020年3月，出道十週年的樂隊宣佈從TOY'S FACTORY轉投環球音樂，並在5月同時發行精選輯《SEKAI NO OWARI 2010-2019》和收錄關西電視台富士電視網日劇《龍之道 雙面復仇者》主題曲的新單曲，前者由舊唱片公司TOY'S FACTORY發行，而後者則由新唱片公司環球音樂發行。然而由於2019冠狀病毒病日本疫情的衝擊，上述作品均延期發行，當中精選輯延至2021年初發售，而樂隊亦將出道十週年的活動延至2021年舉行，但原本決定在2020年9月舉行的巨蛋巡迴演唱會「Du Gara Di Du」則因為疫情而取消全數場次。期間樂隊亦同時以「SEKAI NO OWARI」名義和「End of the World」名義分別發行日語和英語單曲，並在2020年11月發行了從2019年初開始延期的英語專輯《Chameleon》，專輯的籌備時間達七年之久。
2021年4月，樂隊宣布在同年7月7日發行他們第六張原創專輯《scent of memory》，收錄先發單曲〈silent〉、〈umbrella〉，以及新曲〈Birdman〉和〈tears〉等總共12首歌曲，但其後因製作上的延誤而延期至7月21日發行。樂隊亦在專輯的發行前夕宣佈舉行相隔兩年的全國體育館巡迴演唱會，並在10月宣佈演唱會的名稱「BLUE PLANET ORCHESTRA」。

## 製作與錄音
《scent of memory》於2019年12月至2021年上旬製作，專輯的概念在錄製第一首歌曲〈umbrella〉期間便已經決定。雖然當時樂隊還未準備要開始製作專輯，而唱片公司與經紀人也只是告訴他們先推出數首單曲再開始製作專輯，但他們便開始討論新專輯的概念，並決定以《scent of memory》為專輯的名稱，其後創作的歌曲均以「香氣」作為主題。作為樂隊轉投環球音樂後製作的首張專輯，參與的工作人員與經紀人大多為新合作對象，但大家都勇於就製作的不同部分表達各種意見，全心傾獻自己的力量，而樂隊亦樂意聽取他們的建議，使專輯朝著令人滿意的方向發展。
專輯的製作和錄音受到2019冠狀病毒病日本疫情的嚴重影響，樂隊在2020年初在錄音室裡完成錄製歌曲〈umbrella〉和〈Dropout〉後，日本便因疫情發出首次緊急事態宣言，使他們無法到錄音室工作。當時樂隊正打算錄製歌曲〈頻率〉，最終只能改為以遠端形式進行錄音，由Saori將樂譜傳給所有樂手，再由他們將錄製好的部分回傳過去。但由於所有人都在一天內便將自己的部分完成並回傳，使原本預料需要三至四天才能錄好的歌曲，最終只花了一天便完成。Fukase亦主要在家中進行大部分錄音工作，以遠端形式將樣本傳給樂隊成員，並就此交流意見。專輯多數直接採用樣本版的錄音，再加上Nakajin前期製作的技術進步，使歌曲在前期製作的過程後已經完成九成。
疫情亦影響Fukase的身體與心理狀態，使他在錄製完〈Like a scent〉樣本的翌日，原定要現身錄音室當天開始突然在所有人無法聯絡上的狀態下失蹤三天，大家只能靠Fitbit的步數統計才能知道他仍然活動。Fukase認為在得出自己心中專輯的答案前需要獨處的時間，若然聯絡大家的話會無法得出真正的答案。經過這段獨處的時間後，Fukase才回到團隊繼續專輯的工作。

## 音樂與歌詞
《scent of memory》是一張流行專輯，並包括歌謡曲、福音、夢幻流行，以及電子舞曲等多種風格。專輯所有歌曲均以「香氣」作為概念，為樂隊的第一張概念專輯。「香氣」的概念一直存在於主唱Fukase心間，以往也曾在〈YOKOHAMA blues〉中的歌詞描寫香水的氣味。但在為銀杏BOYZ的專輯寫下意見時，Fukase感受到音樂與香氣之間的相似性，認為兩者均以最短的距離將自己帶往過去的記憶中，因此決定以此作為專輯主題。《scent of memory》是一張極其流行的作品，風格普遍而旋律容易聆聽，但同時為一張有如在親密空間演唱的私人化專輯。鑑於疫情帶來的影響，樂隊決定製作一張感覺比較積極樂觀的專輯，而大多數歌曲亦帶有黎明的感覺。樂隊亦選擇在這張專輯更集中在「歌唱」上，而並非像過往的專輯般將聲樂當成樂器般遊玩，抑或以編曲建構專輯的世界觀的做法。

### 歌曲
專輯的開場曲〈scent of memory〉是一首由Saori彈奏的鋼琴純音樂序曲，Saori先想像歌曲的情景，再以有如電影原聲的手法創作出歌曲。在Saori創作的故事中，這是一首關於坐著通往戀人工作地方的火車時，在車窗的玻璃上看見自己稍為不安的樣子倒影的歌曲。第二首歌曲〈Like a scent〉是一首嘻哈歌曲，歌曲取樣了坂本龍一1981年的歌曲〈Happy End〉。 Fukase在歌曲中以饒舌形式唱出挑釁和攻擊性的歌詞，歌曲主題為他的半生寫照，唱出他以前在封閉的病房裡面對、抗爭和戰勝疾病的經歷，以及現在作為流行歌星的信念和自豪感。第三首歌曲〈umbrella〉是一首融合歌謠曲風格的J-Pop歌曲，以「小調」、「黑暗」、「激烈」等不同關鍵字創作以配合搭配劇集的主題。歌曲將雨傘擬人化以呼應人心，描寫出有如被用完即棄般的存在。第四首歌曲〈陽炎〉由Saori創作兼演唱，Saori形容為一首讓自己也會不時流淚的歌曲。歌曲其後亦由Fukase重新演唱，並作為c/w曲收錄在單曲〈Habit〉。
第五首歌曲〈silent〉是一首聖誕歌曲，描述隨著聖誕季節的來臨，即使在寧靜間也仿如會被冬日的季節接近，從而讓光芒點綴著。歌曲以悲傷而純潔的旋律、帶有古典感的弦樂，以及失真的吉他聲等充滿衝擊的元素組成。Fukase在歌曲的聲樂未有像過往的作品加工處理，而是直接發揮出他的聲質，歌曲亦因為他的純淨高音而稍顯讚美詩的感覺。第六首歌曲〈頻率〉是一首以「音樂的力量」為主題的歌曲，講述隨著年歲的增長，雖然可能因為疾病與意外的分別、價值觀衝突的仇恨等而有著更多不能再相見的人，但是歌曲肯定能夠將自己的想法傳達給對方，只要心靈的頻率同步便總會有相見的一天。歌曲間奏中躍動般的鋼琴聲也充滿明亮的活力，呼應了歌詞承載的訊息。第七首歌曲〈靈驗之夢〉由Nakajin創作兼演唱，這是一首帶有放克風格的夢幻流行歌曲，Nakajin將過去一年被疫情影響而產生變化的生活，以及人際關係可能面對的難題等作為靈感以情歌為主題創作。第八首歌曲〈Birdman〉是一首講述在照進房間的早晨陽光中找到小小希望的福音流行歌曲，歌詞內容呼應了過往的歌曲〈銀河街的惡夢〉。
第九首歌曲〈Dropout〉是一首帶有漸進浩室和未來浩室元素的電子舞曲，以全英語填詞。這是一首唱出至今的Fukase，以及對於他的未來的歌曲，並集結出他一路走過來的人生中的新舊經歷。名為〈Dropout Boulevard〉的歌曲改編版收錄在樂隊以End of the World名義發行的專輯《Chameleon》。第十首歌曲〈family〉是一首關於Fukase家族關係的歌詞，並加入了他兩位妹妹Mana與Moe的客席聲樂。由於Fukase認為自己無法寫出妹妹的情感，因此加入了由Saori所填的歌詞，並回答對方所設的問卷以助她填詞。第十一首歌曲〈tears〉是Fukase獻給他去世好友的作品，原先構想為在葬禮上的歌曲，但最後決定把作品修改得更加積極向上。歌曲融入了部落的節拍，有著在曠野中行進般的感覺。專輯的結尾曲〈Utopia〉為由Nakajin和Saori以二重奏形式彈奏的純音樂鋼琴曲，歌曲為心目中的烏托邦形象。歌曲尾聲的淡出處理手法代表著觸碰不到的烏托邦永無完結，而是一直延續下去的意思。

## 收錄單曲
〈umbrella／Dropout〉於2020年6月24日以雙A面單曲形式發行，而〈Dropout〉則曾在同年3月31日於數位形式單獨發行。單曲發行後最高登上Oricon公信榜第3位，實體唱片累計銷量達4.7萬張，而〈umbrella〉和〈Dropout〉亦曾分別登上日本《告示牌》熱門百大單曲榜第10位與第36位。〈silent〉於2020年12月16日發行，發行後最高登上Oricon公信榜第4位，實體唱片累計銷量達4.7萬張。單曲亦登上日本《告示牌》熱門百大單曲榜第4位，下載量超過10萬次，並成為樂隊第一首串流播放量破億次的歌曲。〈Birdman〉於2021年5月20日作為專輯的第一首先行數碼單曲發行，並於同日公開音樂錄影帶。歌曲發行後最高登上日本《告示牌》熱門百大單曲榜第44位。〈tears〉於2021年7月2日作為專輯的第二首先行數碼單曲發行，並於同日公開音樂錄影帶。歌曲發行後最高登上日本《告示牌》熱門百大單曲榜第83位。

## 發行與宣傳
在日本，《scent of memory》原訂於2021年7月7日發行，但因製作上的延誤而延期至7月21日發行。專輯的實體唱片分為「普通版」、「首批限定版」，以及「蠟燭版」三版本發行，各版本均使用類似的封面，只有背景顏色上的差異。三版本CD皆同樣收錄12首歌曲，「首批限定版」則額外附送收錄6首樣本歌曲的CD，以及附送收錄〈umbrella〉等3首歌曲的音樂錄影帶及樂隊紀錄片《Holiday Session #2》的DVD。而「蠟燭版」則僅限量1萬張發行，並附送一盒共12個香氛蠟燭，分別根據專輯每首歌曲的形象而製作。專輯的數位版亦在同日於全球多國平台上線，收錄內容與實體唱片「普通版」一樣。在台灣，專輯的實體唱片僅以「首批限定版」形式發行，收錄內容與日本版一樣。
樂隊在專輯發行前後登上多個電視音樂節目演唱以宣傳。2021年7月3日，樂隊登上日本電視台的《THE MUSIC DAY》演唱新曲〈tears〉。7月8日，樂隊登上NHK綜合頻道的《SONGS》演唱〈silent〉與〈Birdman〉，並邀請樂隊柚子與演員森七菜帶來給樂隊成員的信息。7月17日，樂隊登上TBS電視台的《音樂之日》演唱〈silent〉。7月26日，樂隊登上TBS電視台的《CDTV LIVE LIVE》演唱〈Birdman〉。樂隊亦在專輯發行前後登上雜誌《7 Pia》2021年7月號、《Tower Plus+》2021年7月號，以及《Rockin' On Japan》2021年8月號的封面宣傳。樂隊原訂在2021年7月30日至8月15日於東京舉辦的「THE SECRET HOUSE」神秘展覽，但其後因為疫情影響而延期至2022年4月22日至5月9日才舉辦。

## 專業評價
| 評論得分        | 評論得分 |
| 來源            | 評分     |
| --------------- | -------- |
| Apple Music     | 正面     |
| 《Real Sound》  | 正面     |
| 《Rockin' On》  | 正面     |
| 《Tower Plus+》 | 正面     |

《scent of memory》在發行前後獲得音樂評論家整體正面的評價。日本Apple Music的編輯讚賞一向不受四人樂隊框架束縛，而是通過發揮自由的創造力來創作音樂的SEKAI NO OWARI，這次則選擇聚焦在「歌唱」上，從而獲得新鮮而優美的聲響。他亦特別讚賞跳進全面表現出Fukase過往錐心之情的旋渦的〈Like a scent〉、猶如〈睡美人〉的回應曲的〈陽炎〉、驚喜地迎來Fukase兩個妹妹客席獻聲的〈Family〉等歌曲。《Real Sound》的森朋之讚賞收錄了與坂本龍一合作的「經典×嘻哈」歌曲〈Like a scent〉、Saori創作兼演唱而充滿精緻美感的歌曲〈陽炎〉、思念著無可取代的「你」的共鳴歌曲〈tears〉等作品的專輯，充分體現出猶如香氣的聲音與歌曲，具有刺激聽者記憶的效果。他亦指這張專輯的魅力在於進一步解放了成員們的創造力，增加了音樂上的自由度。
《Rockin' On》的小池宏和認為專輯讓他想起最初接觸樂隊以及被他們的專輯《EARTH》震撼的時候，指雖然成員們看到的風景和表達手法的深度肯定與當年截然不同，但當歌曲從耳邊滑到心裡時，那些難以形容的感情餘韻便徐徐升起，不禁使他回想起那個時候的歌曲。他也特別讚賞Fukase傳達出生存艱難的饒舌歌曲〈Like a scent〉、Saori唱出美麗而虛幻故事的名曲〈陽炎〉、能夠匹配〈山茶花〉的暖心歌曲〈tears〉，並亦指自己有著隨著時間而反覆聆聽著這張專輯的預感。《Tower Plus+》的三宅正一指《scent of memory》為樂隊的首張概念專輯，讚賞他們通過創造出12首最新流行歌曲，以刺激而豐富的方式帶領聽眾沿著他們的軌跡到達記憶中的氣味。

## 商業成績
《scent of memory》發行首週以超過4.6萬張實體銷量空降Oricon公信榜第3位，成為SEKAI NO OWARI從2012年的《ENTERTAINMENT》起連續第六張打進週榜前三位的專輯。專輯其後亦以超過5萬張實體銷量登上2021年7月的月榜第10位，並登上2021年的年榜第66位。專輯亦在發行首週空降日本《告示牌》專輯銷售榜的第3位，其後亦登上2021年的年榜第78位。
專輯亦在發行首週以1,770張下載量空降Oricon專輯下載榜第5位，並以4.9萬點折算點數空降Oricon專輯綜合榜第3位。專輯亦同時空降日本《告示牌》專輯下載榜第5位，以及熱門專輯榜第3位。截至2023年2月，《scent of memory》在日本已經售出超過6.1萬張實體唱片，亦成為樂隊自2010年的《EARTH》後，首張未能獲得日本唱片協會任何認證的專輯。

## 曲目列表
| 《scent of memory》 | 《scent of memory》   | 《scent of memory》 | 《scent of memory》                             | 《scent of memory》                          | 《scent of memory》 |
| 曲序                | 曲目                  |                     | 作曲                                            | 製作人                                       | 时长                |
| ------------------- | --------------------- | ------------------- | ----------------------------------------------- | -------------------------------------------- | ------------------- |
| 1.                  | scent of memory       |                     | Saori                                           |                                              | 0:57                |
| 2.                  | Like a scent          | Fukase              | Fukase Nakajin （ 日语 ： Nakajin） 坂本龍一           | SEKAI NO OWARI                               | 3:30                |
| 3.                  | umbrella              | Fukase              | Fukase Saori                                    | SEKAI NO OWARI                               | 4:38                |
| 4.                  | 陽炎（陽炎）          | Saori               | Saori                                           | SEKAI NO OWARI Yaffle （ 日语 ： Yaffle） [a]      | 4:15                |
| 5.                  | silent                | Fukase              | Fukase Nakajin                                  | SEKAI NO OWARI                               | 5:10                |
| 6.                  | 頻率（周波数）        | Saori               | Saori                                           | SEKAI NO OWARI 蔦谷好位置 （ 日语 ： 蔦谷好位置） [a]  | 4:16                |
| 7.                  | 靈驗之夢（正夢）      | Nakajin             | Nakajin                                         | SEKAI NO OWARI                               | 4:18                |
| 8.                  | Birdman（バードマン） | Saori Fukase        | Nakajin 大衛·斯內登 （ 英语 ： David Sneddon） 卡斯帕·拉爾森 | SEKAI NO OWARI                               | 4:11                |
| 9.                  | Dropout               | TAS Fukase          | Fukase                                          | SEKAI NO OWARI 埃米莉·萊特 （ 英语 ： Emily Wright） [a] | 4:03                |
| 10.                 | family                | Saori Fukase        | Saori Nakajin Fukase                            | SEKAI NO OWARI                               | 5:23                |
| 11.                 | tears                 | Fukase              | Fukase Nakajin                                  | SEKAI NO OWARI                               | 3:43                |
| 12.                 | Utopia                |                     | Nakajin                                         |                                              | 1:38                |
| 总时长：            | 总时长：              | 总时长：            | 总时长：                                        | 总时长：                                     | 46:02               |

| 《scent of memory》 – CD2（首批限定版附送） | 《scent of memory》 – CD2（首批限定版附送） | 《scent of memory》 – CD2（首批限定版附送） | 《scent of memory》 – CD2（首批限定版附送） | 《scent of memory》 – CD2（首批限定版附送） | 《scent of memory》 – CD2（首批限定版附送） |
| 曲序                                        | 曲目                                        |                                             | 作曲                                        | 备注                                        | 时长                                        |
| ------------------------------------------- | ------------------------------------------- | ------------------------------------------- | ------------------------------------------- | ------------------------------------------- | ------------------------------------------- |
| 1.                                          | umbrella                                    | Fukase                                      | Fukase Saori                                | 樣本歌曲                                    | 1:22                                        |
| 2.                                          | silent                                      | Fukase                                      | Fukase Nakajin                              | 樣本歌曲                                    | 2:07                                        |
| 3.                                          | Birdman                                     | Saori Fukase                                | Nakajin 斯內登 拉爾森                       | 樣本歌曲                                    | 2:42                                        |
| 4.                                          | tears                                       | Fukase                                      | Fukase Nakajin                              | 樣本歌曲                                    | 3:57                                        |
| 5.                                          | 迷彩（迷彩）（Saori 歌詞Ver.）              | Saori                                       | Nakajin                                     | 樣本歌曲                                    | 1:30                                        |
| 6.                                          | 迷彩（Fukase 歌詞Ver.）                     | Fukase                                      | Nakajin                                     | 樣本歌曲                                    | 1:34                                        |
| 总时长：                                    | 总时长：                                    | 总时长：                                    | 总时长：                                    | 总时长：                                    | 13:08                                       |

| 《scent of memory》 – DVD（首批限定版附送） | 《scent of memory》 – DVD（首批限定版附送） | 《scent of memory》 – DVD（首批限定版附送） |
| 曲序                                        | 曲目                                        | 时长                                        |
| ------------------------------------------- | ------------------------------------------- | ------------------------------------------- |
| 1.                                          | Holiday Session #2                          | 46:17                                       |
| 2.                                          | umbrella（音樂錄影帶）                      | 4:55                                        |
| 3.                                          | silent（音樂錄影帶）                        | 5:27                                        |
| 4.                                          | Birdman（音樂錄影帶）                       | 4:32                                        |
| 总时长：                                    | 总时长：                                    | 1:01:11                                     |

備註
- ^a 代表聯合製作人

取樣標記
- 〈Like a scent〉取樣自坂本龍一1981年的歌曲〈Happy End（日语：フロントライン (坂本龍一の曲)）〉

## 製作名單
資料來自《scent of memory》於Discogs的頁面。
SEKAI NO OWARI
- Fukase – 聲樂（曲目2、3、5、6、8－11）
- Nakajin（日语：Nakajin） – 結他（曲目3、5－7、9－11）、編程（曲目2、3、5、7－11）、電貝斯（曲目3）、貝斯（曲目5、8、11）、打擊樂器（曲目5、9）、鐵片琴（曲目3、5）、工程（曲目10）、鋼琴（曲目12）、聲樂（曲目7）、和聲（曲目8、11）
- Saori（日语：Saori (音楽家)） – 鋼琴（曲目1－3、5、6、8、11、12）、聲樂（曲目4）、風琴（曲目8）
- DJ LOVE（日语：DJ LOVE）

| - SEKAI NO OWARI – 編曲、製作（曲目2－11） - 渡邊雅弦 – 大提琴（曲目2） - 佐藤帆乃佳 – 小提琴（曲目2）、弦樂（曲目3、5） - Yaffle – 編曲、編輯、編程、聯合製作（曲目4） - 佐佐木詩織 – 和聲（曲目6） - 麥野優衣 – 和聲（曲目6） - Zinée – 和聲（曲目6） - 關口將史 – 大提琴（曲目6） - 山本茉莉奈 – 單簧管（曲目6） - 蔦谷好位置 – 編曲、編輯、編程、聯合製作（曲目6） - 羽鳥美紗紀 – 長笛、短笛（曲目6） - 隼 – 混音（曲目6） - 最上峰行 – 雙簧管（曲目6） - 門脇大輔 – 小提琴、中提琴（曲目6） - 五味涼太 – 錄製（曲目7） | - 克洛伊·基布爾 – 和聲（曲目8） - J'尼克·妮可 – 和聲（曲目8） - 寶拉·約翰遜 – 和聲（曲目8） - 祐里 – 和聲、鈴鼓、編曲（曲目8） - 倫敦社區福音合唱團 – 合唱（曲目9） - 埃米莉·萊特 – 聯合製作（曲目9） - 馬克·拉爾夫 – 混音（曲目9） - Mana – 聲樂（曲目10） - Moe – 聲樂（曲目10） - 宇田川大悟 – 鼓樂（曲目11） - 木村大介 – 鼓樂（曲目11） - 桑原大輔 – 鼓樂（曲目11） - 夏井洋平 – 鼓樂（曲目11） - 邁克·馬林頓 – 鼓樂（曲目3、5、8、9） - 克里斯·蓋林格 – 母帶處理（全曲目） - 前田和哉 – 錄製（全曲目）、混音（曲目1－3、5、7、8、10－12） |

## 商業搭配
| 曲序 | 歌曲名稱 | 搭配項目                                            | 來源   |
| ---- | -------- | --------------------------------------------------- | ------ |
| M-3  | umbrella | 關西電視台富士電視網日劇《龍之道 雙面復仇者》主題曲 | [ 45 ] |
| M-5  | silent   | TBS電視台日劇《愛情加溫》主題曲                     | [ 45 ] |
| M-6  | 頻率     | FM東京開局50週年紀念歌曲                            | [ 45 ] |
| M-8  | Birdman  | 富士電視台節目《鬧鐘電視8》主題曲                   | [ 45 ] |
| M-9  | Dropout  | 《au 5G向那雙手》篇廣告曲                           | [ 45 ] |
| M-10 | family   | 全日本新聞網日劇《IP～網絡搜查班》主題曲            | [ 45 ] |
| M-11 | tears    | SEKAI NO OWARI展覽會「THE SECRET HOUSE」主題曲      | [ 45 ] |

## 銷售榜單
| 榜單（2021年）               | 最高 位置 |
| ---------------------------- | --------- |
| 日本（《告示牌》熱門專輯榜） | 3         |
| 日本（《告示牌》專輯銷售榜） | 3         |
| 日本（《告示牌》專輯下載榜） | 5         |
| 日本（Oricon專輯榜）         | 3         |
| 日本（Oricon專輯下載榜）     | 5         |
| 日本（Oricon專輯綜合榜）     | 3         |

| 榜單（2021年）       | 最高 位置 |
| -------------------- | --------- |
| 日本（Oricon專輯榜） | 10        |

| 榜單（2021年）               | 位置 |
| ---------------------------- | ---- |
| 日本（《告示牌》熱門專輯榜） | 74   |
| 日本（《告示牌》專輯銷售榜） | 78   |
| 日本（Oricon專輯榜）         | 66   |
| 日本（Oricon專輯綜合榜）     | 88   |

## 發行歷史
| 地區 | 日期          | 形式                | 廠牌      | 來源   |
| ---- | ------------- | ------------------- | --------- | ------ |
| 多國 | 2021年7月21日 | 線上下載 串流媒體   | 維京 環球 | [ 46 ] |
| 日本 | 2021年7月21日 | CD 2CD+ DVD CD+商品 | 維京 環球 | [ 45 ] |
| 台灣 | 2021年7月23日 | 2CD+DVD             | 台灣環球  | [ 47 ] |

## 資料來源
1. ↑  . Oricon. 2019-03-05  [2022-08-11]. （原始内容存档于2023-02-05） （日语）.
2. 1 2  . Moshi Moshi. 2019-11-21  [2022-08-11]. （原始内容存档于2023-02-05） （日语）.
3. ↑  . Real Sound. 2020-03-13  [2022-05-12]. （原始内容存档于2023-02-05） （日语）.
4. ↑  . TOY'S FACTORY於Twitter. 2020-05-24 [2022-02-06] （日語）.
5. 1 2  . Skream. 2020-11-12  [2022-08-11]. （原始内容存档于2020-11-13） （日语）.
6. ↑  . PR Times. 2020-11-13  [2022-08-11]. （原始内容存档于2023-02-05） （日语）.
7. ↑  . . 2018-12-07  [2019-02-11]. （原始内容存档于2023-02-05） （日语）.
8. ↑  . Real Sound. 2020-10-27  [2022-08-11]. （原始内容存档于2023-02-05） （日语）.
9. ↑  . Tower Records. 2021-05-07  [2022-08-11]. （原始内容存档于2023-02-05） （日语）.
10. 1 2  . Tower Records. 2021-06-08  [2022-08-11]. （原始内容存档于2023-02-05） （日语）.
11. ↑  . Rockin' On. 2021-07-20  [2023-02-11]. （原始内容存档于2023-02-05） （日语）.
12. ↑  . Tower Records. 2021-10-15  [2021-12-11]. （原始内容存档于2023-02-05） （日语）.
13. 1 2  , . . Sound & Recording. 2020-07-27  [2022-08-11]. （原始内容存档于2022-09-28） （日语）.
14. 1 2 3 4 5 6 7 8 9 10 11 12 13  , .  . Rockin' On Japan. 2021-06-30, 535: 30–65 （日语）.
15. 1 2  . 迷迷音. 2020-07-12  [2021-07-30]. （原始内容存档于2023-02-05） （中文（臺灣））.
16. ↑  出自Hulu於2022年4月1日上線的樂隊紀錄片《SEKAI NO OWARI DOCUMENTARY "4"》第1集「消失的10週年」。
17. ↑  . KAZBOM於YouTube. 2021-07-25  [2022-01-16]. （原始内容存档于2023-02-05） （中文（臺灣））.
18. 1 2  出自《scent of memory》首批限定版附贈DVD收錄的樂隊紀錄片《Holiday Session #2》
19. 1 2 3 4  , . . Rockin' On. 2021-07-31  [2022-08-11]. （原始内容存档于2021-10-09） （日语）.
20. 1 2 3 4 5  . Apple Music. 2021-07-21  [2022-08-11]. （原始内容存档于2022-05-18） （日语）.
21. 1 2 3 4 5 6 7  , . . Tower Plus+. 2021-07-20  [2022-08-11]. （原始内容存档于2022-12-01） （日语）.
22. 1 2 3 4 5 6  , .  . Rockin' On Japan. 2021-07-30, 536: 98–125 （日语）.
23. ↑  . Saori(SEKAINOOWARI)於Twitter. 2021-07-23 [2022-02-06] （日語）.
24. ↑  . Woman Excite. 2022-05-27  [2022-03-20]. （原始内容存档于2023-02-05） （日语）.
25. ↑  . Spice. 2020-11-17  [2022-06-11]. （原始内容存档于2023-02-05） （日语）.
26. ↑  , . . Real Sound. 2020-12-15  [2022-05-31]. （原始内容存档于2022-12-13） （日语）.
27. ↑  , . . Real Sound. 2020-12-15  [2022-08-11]. （原始内容存档于2022-03-23） （日语）.
28. 1 2  , . . Uta-Ten. OK Music. 2020-08-11  [2021-12-30]. （原始内容存档于2023-02-05） （日语）.
29. ↑  , . . Real Sound. 2020-04-14  [2022-03-21]. （原始内容存档于2022-01-24） （日语）.
30. ↑  . ATC Taiwan. 2020-04-01  [2022-08-11]. （原始内容存档于2023-02-05） （中文（臺灣））.
31. ↑  Shimazu, Harrison. . Splice. 2021-08-11  [2022-08-11]. （原始内容存档于2022-10-02） （英语）.
32. ↑  . Woman Excite. 2020-05-12  [2022-03-20]. （原始内容存档于2023-02-05） （日语）.
33. ↑  . Oricon. 2020-12-22  [2022-03-20]. （原始内容存档于2022-10-22） （日语）.
34. 1 2 3 4  . Oricon.   [2022-01-15]. （原始内容存档于2022-12-01）.
35. ↑  . Billboard JAPAN. 2020-07-01  [2022-03-11]. （原始内容存档于2020-07-03） （日语）.
36. ↑  . Billboard JAPAN. 2020-04-08  [2022-03-11]. （原始内容存档于2022-09-10） （日语）.
37. ↑  . Oricon. 2020-12-22  [2022-03-20]. （原始内容存档于2020-12-23） （日语）.
38. ↑  . Billboard JAPAN. 2020-12-30  [2022-03-11]. （原始内容存档于2022-10-17） （日语）.
39. ↑   732. : 14. 2021-03-23  [2023-02-05]. （原始内容存档于2021-05-06） （日语）.
40. ↑  . Billboard JAPAN. 2021-08-11  [2022-03-11]. （原始内容存档于2023-02-05） （日语）.
41. ↑  . Oricon. 2021-05-12  [2022-08-11]. （原始内容存档于2023-02-05） （日语）.
42. ↑  . Billboard JAPAN. 2021-05-26  [2022-03-11]. （原始内容存档于2022-04-13） （日语）.
43. ↑  . Real Sound. 2021-06-30  [2022-08-11]. （原始内容存档于2023-02-05） （日语）.
44. ↑  . Billboard JAPAN. 2021-07-14  [2022-03-11]. （原始内容存档于2021-07-14） （日语）.
45. 1 2 3 4 5  . Fashion Press. 2021-07-14  [2022-08-11]. （原始内容存档于2023-02-05） （日语）.
46. 1 2  《scent of memory》的多國發行日期:
  - . Apple Music (Australia). 澳洲. 2021-07-21  [2022-02-28]. （原始内容存档于2023-02-05） （英语）.
  - . Apple Music (New Zeland). 紐西蘭. 2021-07-21  [2022-02-28]. （原始内容存档于2023-02-05） （英语）.
  - . Apple Music (Ireland). 愛爾蘭. 2021-07-21  [2022-02-28]. （原始内容存档于2023-02-05） （英语）.
  - . Apple Music (Germany). 德國. 2022-01-19  [2022-02-28]. （原始内容存档于2023-02-05） （德语）.
  - . Apple Music (Spain). 西班牙. 2021-07-21  [2022-02-28]. （原始内容存档于2023-02-05） （英语）.
  - . Apple Music (France). 法國. 2021-07-21  [2022-02-28]. （原始内容存档于2023-02-05） （法语）.
  - . Apple Music (Italy). 意大利. 2021-07-21  [2022-02-28]. （原始内容存档于2023-02-05） （意大利语）.
  - . Apple Music (United States). 美國. 2021-07-21  [2022-02-28]. （原始内容存档于2023-02-05） （英语）.
  - . Apple Music (Canada). 加拿大. 2021-07-21  [2022-02-28]. （原始内容存档于2023-02-05） （英语）.
  - . Apple Music (Taiwan). 台灣. 2021-07-21  [2022-02-28]. （原始内容存档于2023-02-05） （中文（臺灣））.
  - . Apple Music (Hong Kong). 香港. 2021-07-21  [2022-02-28]. （原始内容存档于2023-02-05） （中文（香港））.
47. 1 2  . 博客來.   [2022-03-18]. （原始内容存档于2022-01-20） （中文（臺灣））.
48. ↑  . TVでた蔵. 2021-07-03  [2022-08-11]. （原始内容存档于2023-02-05） （日语）.
49. ↑  . . 2021-06-28  [2022-08-11]. （原始内容存档于2023-02-05） （日语）.
50. ↑  . . 2021-07-16  [2022-08-11]. （原始内容存档于2023-01-01） （日语）.
51. ↑  . . 2021-07-19  [2022-08-11]. （原始内容存档于2022-10-07） （日语）.
52. ↑  . ぴあ. 2021-07-21  [2022-08-11]. （原始内容存档于2022-10-02） （日语）.
53. ↑  . Mikiki. 2021-07-01  [2022-08-11]. （原始内容存档于2022-12-01） （日语）.
54. ↑  . Mikiki. 2021-06-30  [2022-08-11]. （原始内容存档于2022-05-26） （日语）.
55. ↑  . チケットぴあ. 2021-06-11  [2022-06-11]. （原始内容存档于2021-07-20） （日语）.
56. ↑  . Encore. 2022-02-21  [2022-06-11]. （原始内容存档于2022-10-03） （日语）.
57. 1 2 3  , . . Real Sound: 2. 2021-07-20  [2022-08-11]. （原始内容存档于2021-07-24） （日语）.
58. 1 2  . Oricon. 2021-07-27  [2022-03-20]. （原始内容存档于2021-07-28） （日语）.
59. ↑  . Oricon.   [2023-01-11]. （原始内容存档于2022-01-05） （日语）.
60. 1 2  . Oricon.   [2022-03-23]. （原始内容存档于2021-08-11） （日语）.
61. 1 2  . Oricon: 7.   [2023-01-15]. （原始内容存档于2023-02-05） （日语）.
62. 1 2  . Billboard JAPAN. 2021-07-28  [2022-03-11]. （原始内容存档于2023-02-05） （日语）.
63. 1 2  . Billboard JAPAN. 2021-12-10  [2022-01-15]. （原始内容存档于2021-12-10） （日语）.
64. 1 2  . Oricon. 2021-07-28  [2022-01-30]. （原始内容存档于2021-07-28） （日语）.
65. 1 2  . Oricon. 2021-07-28  [2022-03-06]. （原始内容存档于2022-03-23） （日语）.
66. 1 2  . Billboard JAPAN. 2021-07-28  [2022-01-30]. （原始内容存档于2023-02-05） （日语）.
67. 1 2  . Billboard JAPAN. 2021-07-28  [2022-03-11]. （原始内容存档于2023-02-05） （日语）.
68. ↑  . .   [2023-01-19]. （原始内容存档于2019-02-08） （日语）.於歌手欄輸入「SEKAI NO OWARI」搜尋
69. ↑  . Discogs.   [2022-06-02]. （原始内容存档于2023-02-05）.
70. ↑  . Billboard JAPAN. 2021-12-10  [2022-01-15]. （原始内容存档于2021-12-10） （日语）.